# Sapromyza longimentula
Sapromyza longimentula är en tvåvingeart som beskrevs av Mitsuhiro Sasakawa 2001. Sapromyza longimentula ingår i släktet Sapromyza och familjen lövflugor. Inga underarter finns listade i Catalogue of Life.